# 우시마촌
우시마촌(鵜島村)은 이시카와현 스즈군에 있던 촌이다.

## 역사
- 1889년 4월 1일 - 정촌제 시행에 의해 스즈군 우시마촌이 성립하였다.
- 1908년 8월 15일 -  구로미네촌,미쓰케촌이 폐지되어, 호류촌이 설치되었다.

## 교통

### 철도
현재는 구촌에 일본국유철도 노토선 우시마역・미나미쿠로마루역이 소재하지만, 당시엔 미개통

## 참고문헌
- 角川日本地名大辞典 17 石川県
- 西本陽一 (2015). “地区の概要”. 《金沢大学文化人類学研究室調査実習報告書》 (金沢大学) 30: 1–12. NAID 120005593975. 다음 글자 무시됨: ‘和書 ’ (도움말)